# Autostrada A59 (Niemcy)
Autostrada A59 (niem. Bundesautobahn 59 (BAB 59) także Autobahn 59 (A59)) – autostrada w Niemczech przebiegająca z przerwami z północy na południe, od skrzyżowania z drogą B8 na północ od Duisburga do skrzyżowania z autostradą A562 na południu Bonn w Nadrenii Północnej-Westfalii.